# Saligos
Saligos [saliɡɔs] est depuis le 1er janvier 2017, une commune nouvelle française située dans le département des Hautes-Pyrénées, en région Occitanie.
Elle est créée par la fusion des anciennes communes de Saligos et de Vizos.

## Géographie

### Localisation
Commune de Bigorre située dans les Pyrénées, en Pays Toy.

#### Communes limitrophes
| Viscos | Chèze   |                        |
| Sazos  | Saligos | Viey                   |
|        | Sassis  | Esterre, Esquièze-Sère |

### Géologie et relief
Le sol est en présence de marbre scissile et d'ardoise argileuse.

### Hydrographie

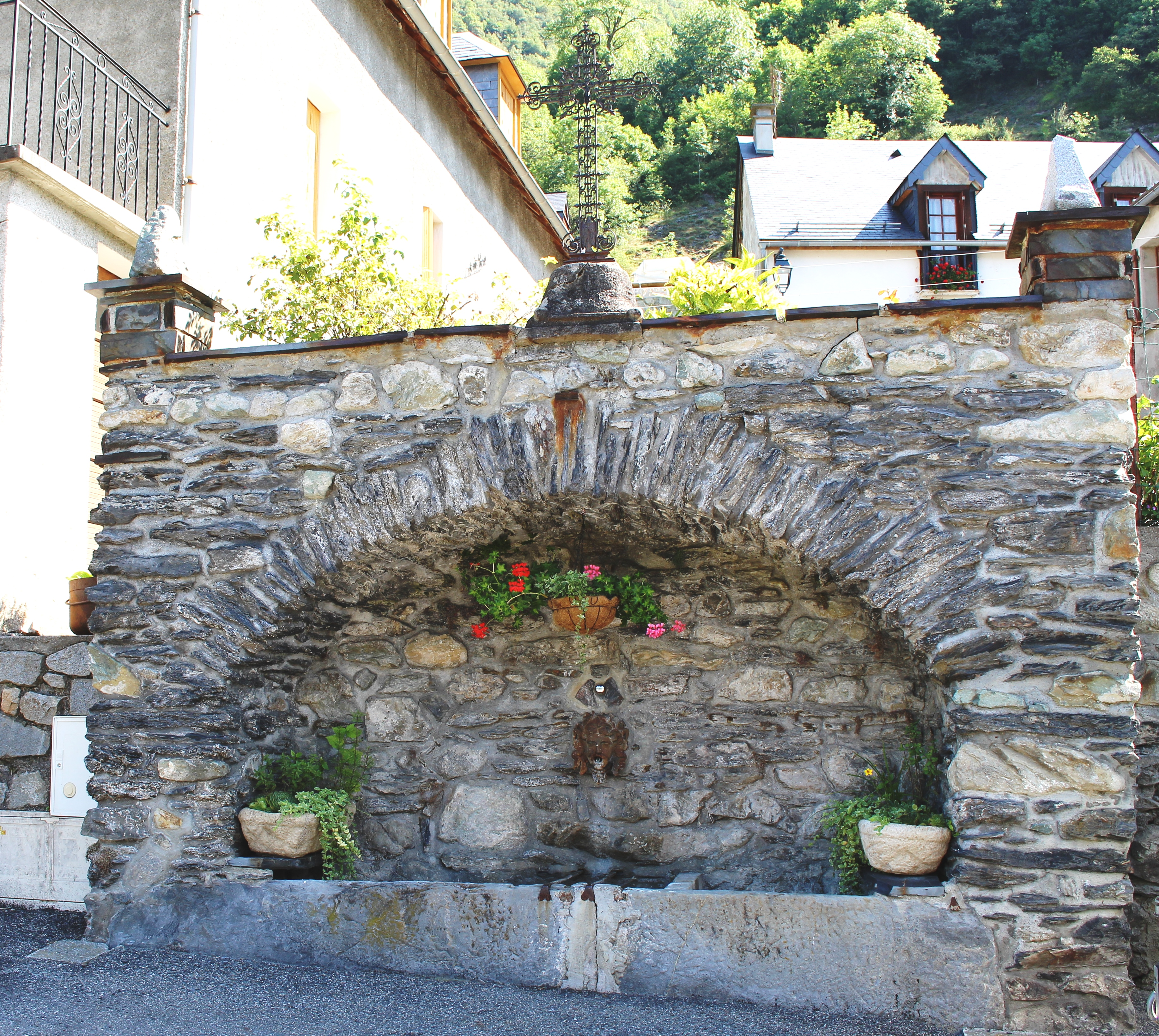
Les fontaines.

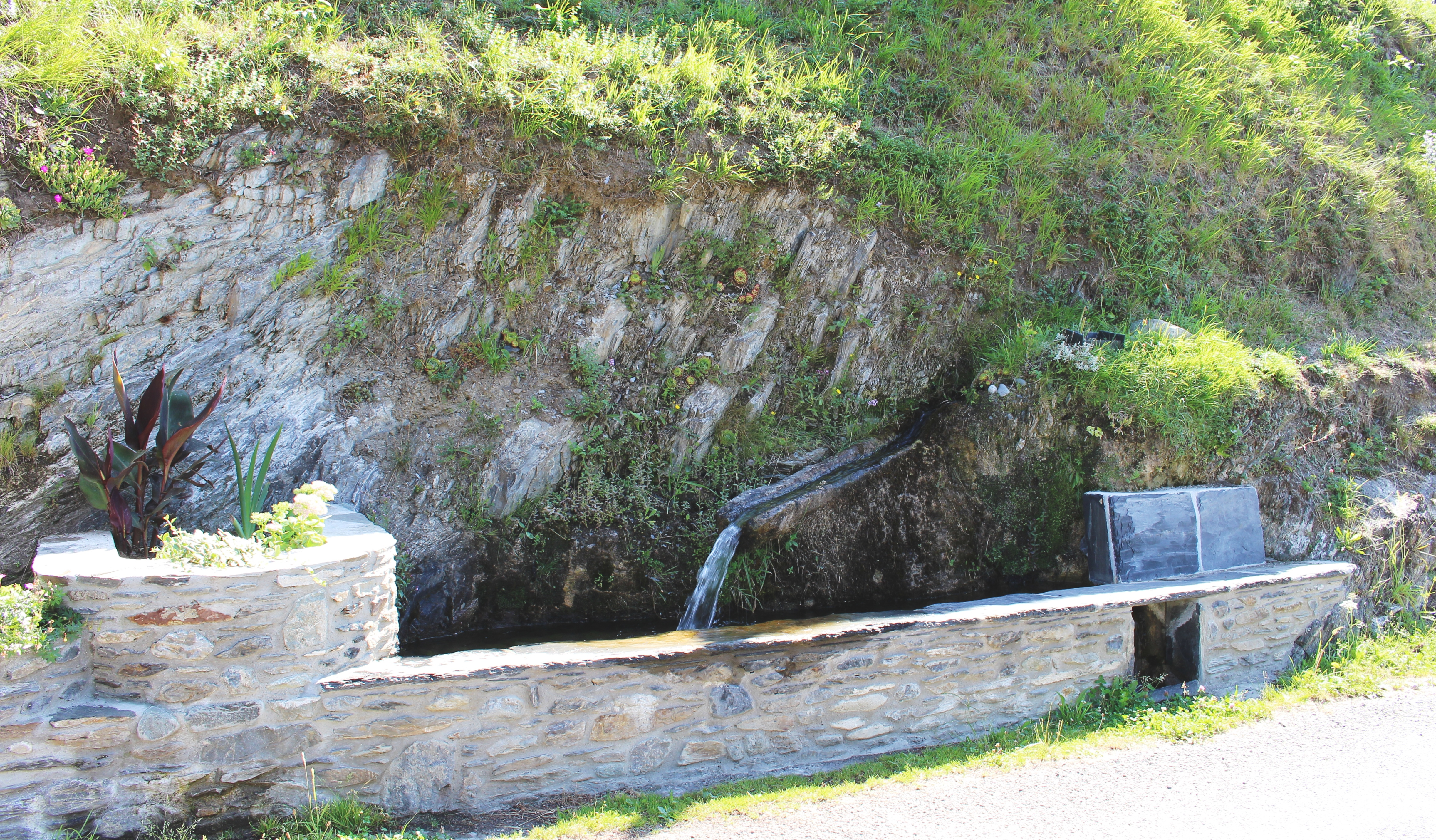

La commune est dans le bassin de l'Adour, au sein du bassin hydrographique Adour-Garonne. Elle est drainée par le gave de Pau, le ruisseau du Pont du Sac, un bras du Gave de Pau, le ruisseau de bernède, le ruisseau de Camparnas, le ruisseau de Hournède, le ruisseau de Sarradas, le ruisseau de Vizos et par deux petits cours d'eau, constituant un réseau hydrographique de 10 km de longueur totale,.
Le gave de Pau, d'une longueur totale de 192,8 km, prend sa source dans la commune de Gavarnie-Gèdre et s'écoule vers le nord-ouest. Il traverse la commune et se jette dans l'Adour à Saint-Loubouer, après avoir traversé 88 communes.

### Climat
Le climat qui caractérise la commune est qualifié, en 2010, de « climat des marges montargnardes », selon la typologie des climats de la France qui compte alors huit grands types de climats en métropole. En 2020, la commune ressort du type « climat de montagne » dans la classification établie par Météo-France, qui ne compte désormais, en première approche, que cinq grands types de climats en métropole. Pour ce type de climat, la température décroît rapidement en fonction de l'altitude. On observe une nébulosité minimale en hiver et maximale en été. Les vents et les précipitations varient notablement selon le lieu.
Les paramètres climatiques qui ont permis d’établir la typologie de 2010 comportent six variables pour les températures et huit pour les précipitations, dont les valeurs correspondent à la normale 1971-2000. Les sept principales variables caractérisant la commune sont présentées dans l'encadré ci-après.
| Paramètres climatiques communaux sur la période 1971-2000 - Moyenne annuelle de température : 11 °C - Nombre de jours avec une température inférieure à −5 °C : 5,3 j - Nombre de jours avec une température supérieure à 30 °C : 3,8 j - Amplitude thermique annuelle : 14,6 °C - Cumuls annuels de précipitation : 1 375 mm - Nombre de jours de précipitation en janvier : 11,4 j - Nombre de jours de précipitation en juillet : 8,7 j |

Avec le changement climatique, ces variables ont évolué. Une étude réalisée en 2014 par la Direction générale de l'Énergie et du Climat complétée par des études régionales prévoit en effet que la  température moyenne devrait croître et la pluviométrie moyenne baisser, avec toutefois de fortes variations régionales. Ces changements peuvent être constatés sur la station météorologique de Météo-France la plus proche, « Barèges Ville », sur la commune de Barèges, mise en service en 1944 et qui se trouve à 7 km à vol d'oiseau,, où la température moyenne annuelle est de 8,9 °C et la hauteur de précipitations de 1 235,3 mm pour la période 1981-2010.
Sur la station météorologique historique la plus proche, « Tarbes-Lourdes-Pyrénées », sur la commune d'Ossun,  mise en service en 1946 et à 32 km, la température moyenne annuelle évolue de 12,2 °C pour la période 1971-2000, à 12,6 °C pour 1981-2010, puis à 12,9 °C pour 1991-2020.

### Voies de communication et transports
Saligos est desservie par la route départementale D 12.
Vizos est desservie par la route départementale D 172.

## Urbanisme

### Typologie
Saligos est une commune rurale, car elle fait partie des communes peu ou très peu denses, au sens de la grille communale de densité de l'Insee,,,. 
Elle appartient à l'unité urbaine de Luz-Saint-Sauveur, une agglomération intra-départementale regroupant 12 communes et 2 263 habitants en 2018, dont elle est une commune de la banlieue,. 
La commune est en outre hors attraction des villes,.

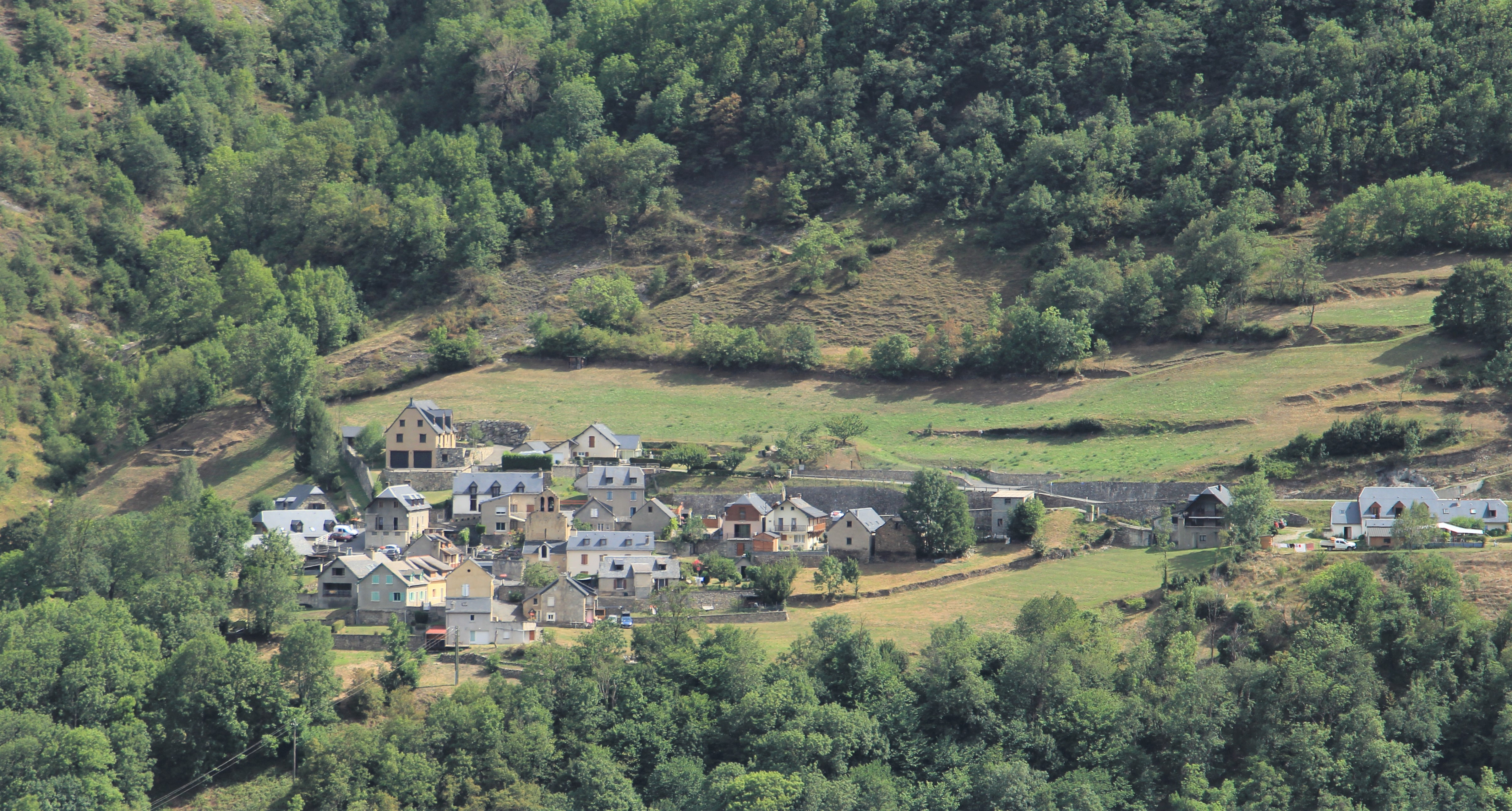
Vue du bourg de Vizos.

Sélection de vues de plaques de rues du village.
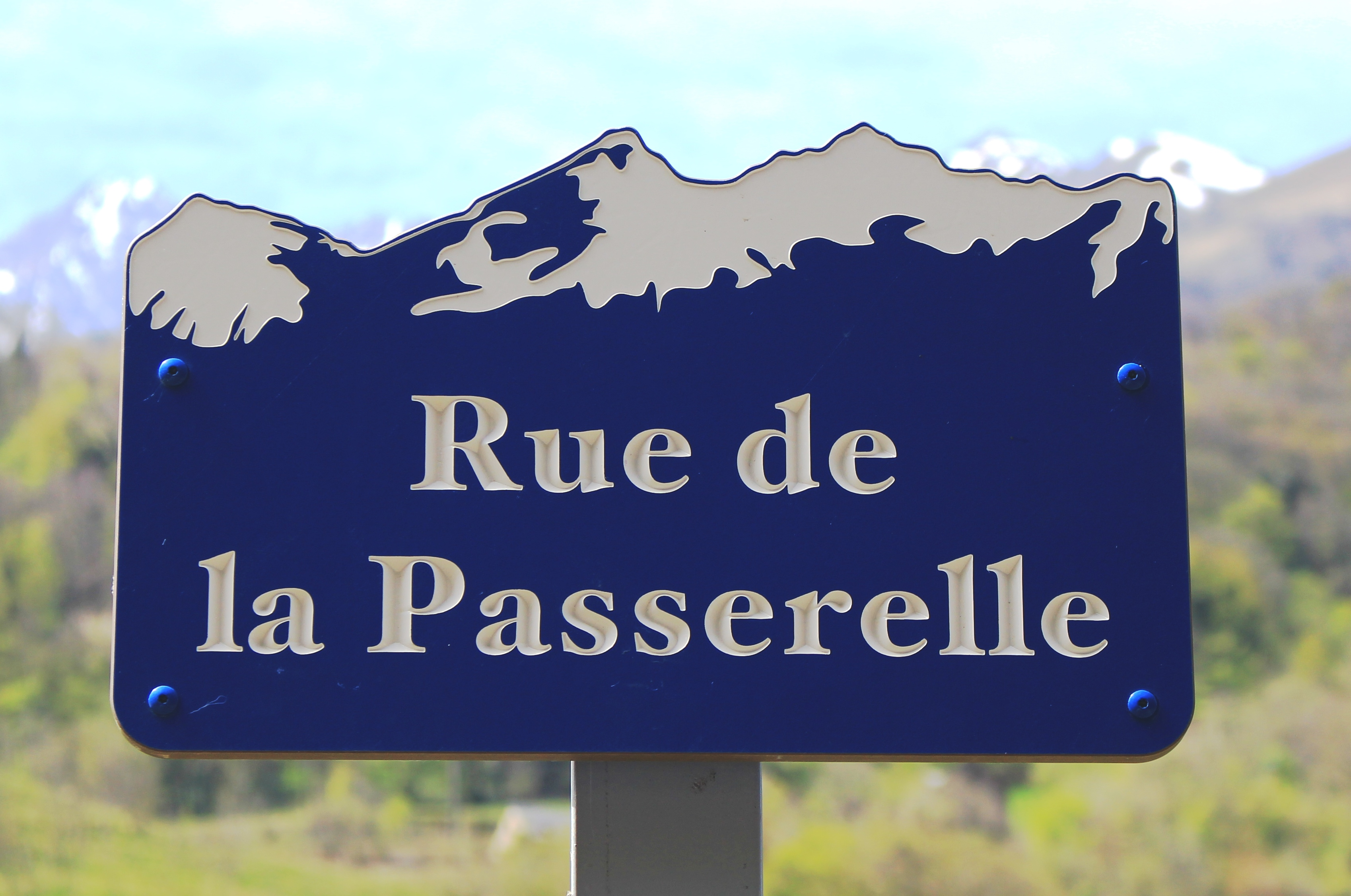
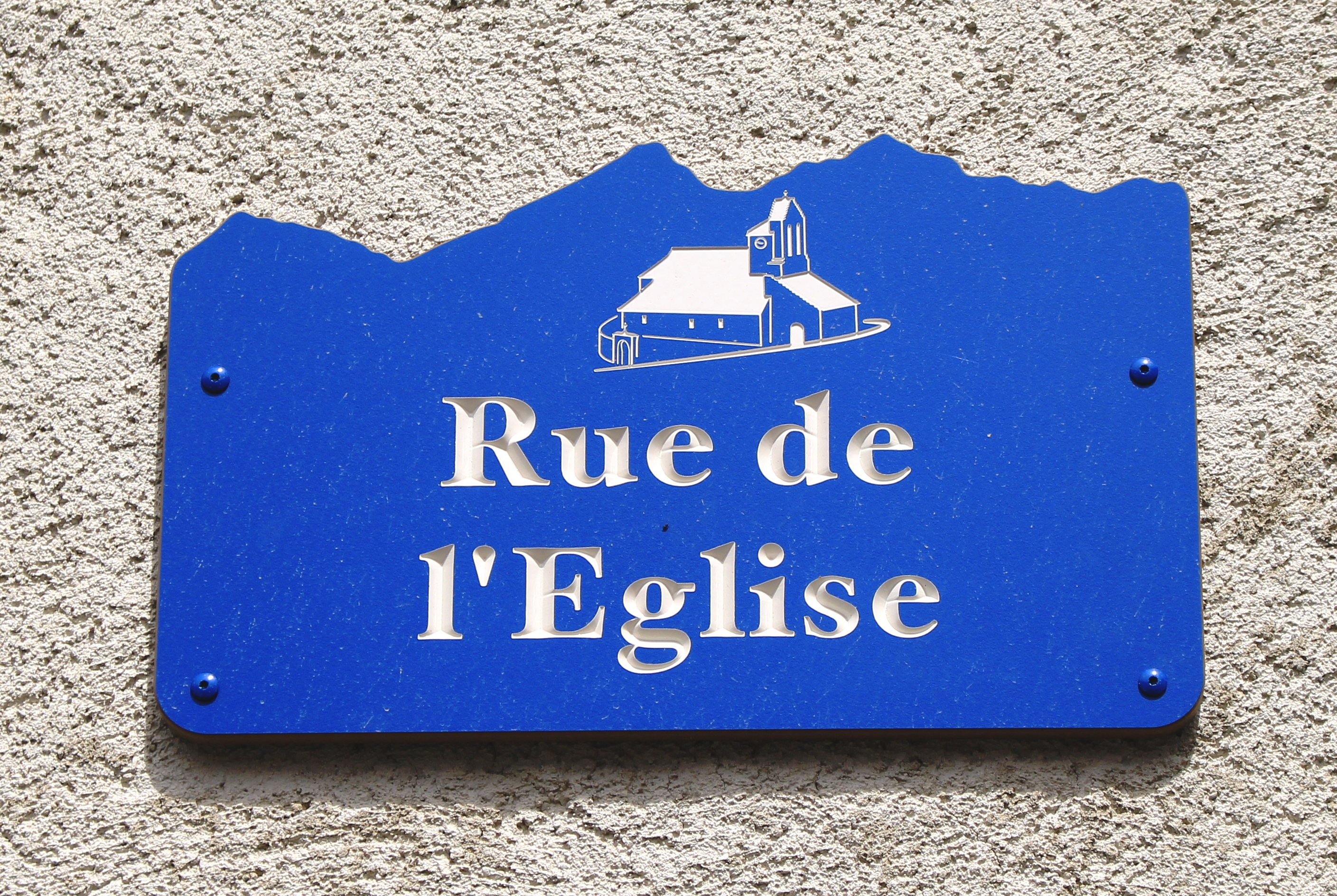
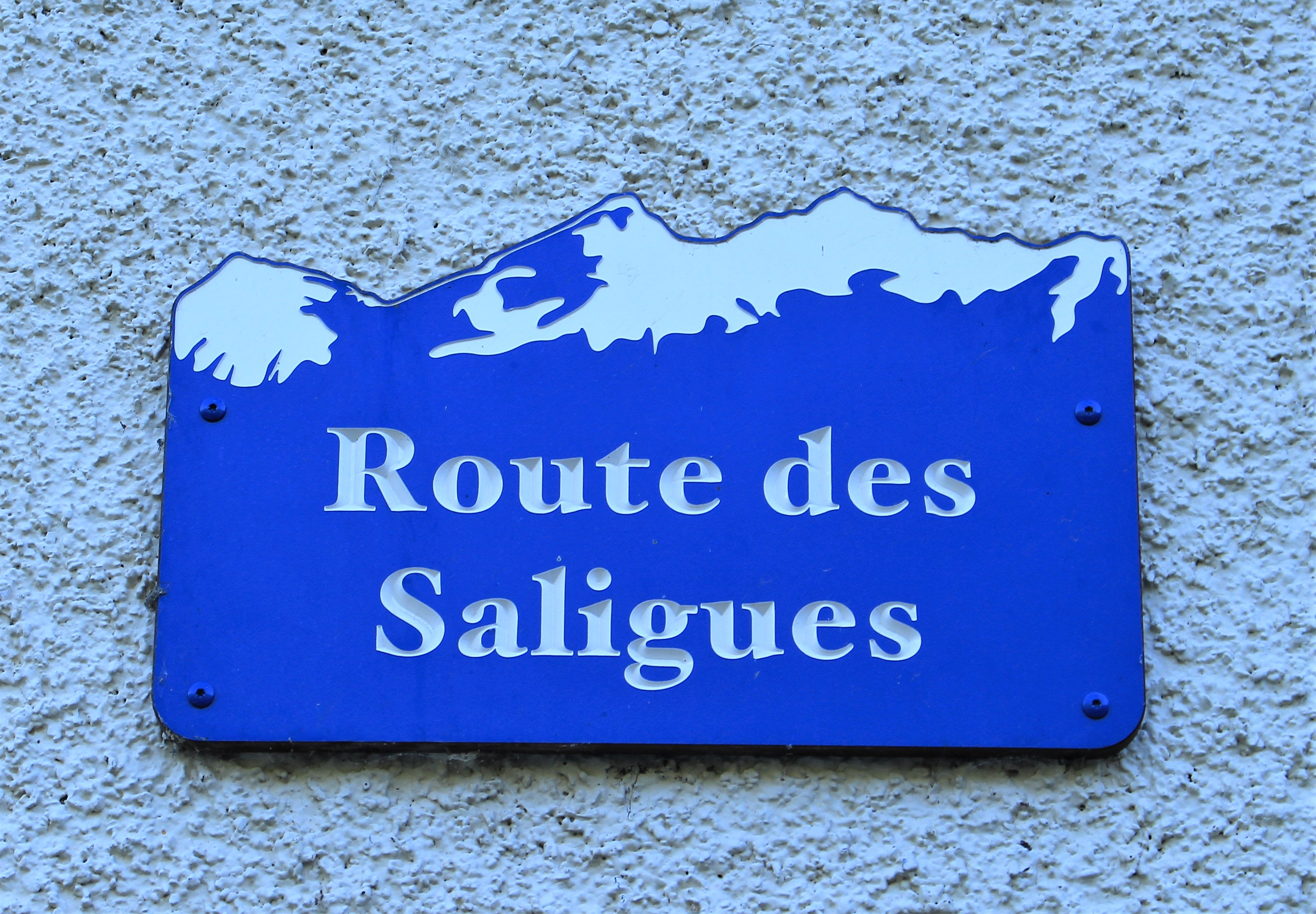

### Logement
En 2012, le nombre total de logements dans la commune est de 119.

Parmi ces logements, 37,4 % sont des résidences principales, 62,6 % des résidences secondaires et 0 % des logements vacants.

### Risques majeurs
Le territoire de la commune de Saligos est vulnérable à différents aléas naturels : météorologiques (tempête, orage, neige, grand froid, canicule ou sécheresse), inondations, feux de forêts, mouvements de terrains, avalanche  et séisme (sismicité moyenne). Il est également exposé à un risque particulier : le risque de radon. Un site publié par le BRGM permet d'évaluer simplement et rapidement les risques d'un bien localisé soit par son adresse soit par le numéro de sa parcelle.

#### Risques naturels
Certaines parties du territoire communal sont susceptibles d’être affectées par le risque d’inondation par débordement de cours d'eau, notamment le gave de Pau. La cartographie des zones inondables en ex-Midi-Pyrénées réalisée dans le cadre du XIe Contrat de plan État-région, visant à informer les citoyens et les décideurs sur le risque d’inondation, est accessible sur le site de la DREAL Occitanie. La commune a été reconnue en état de catastrophe naturelle au titre des dommages causés par les inondations et coulées de boue survenues en 1982, 1999, 2000, 2009, 2012, 2013 et 2021,.
Saligos est exposée au risque de feu de forêt. Un plan départemental de protection des forêts contre les incendies a été approuvé par arrêté préfectoral le 21 avril 2020 pour la période 2020-2029. Le précédent couvrait la période 2007-2017. L’emploi du feu est régi par deux types de réglementations. D’abord le code forestier et l’arrêté préfectoral du 27 octobre 2014, qui réglementent l’emploi du feu à moins de 200 m des espaces naturels combustibles sur l’ensemble du département. Ensuite celle établie dans le cadre de la lutte contre la pollution de l’air, qui interdit le brûlage des déchets verts des particuliers. L’écobuage est quant à lui réglementé dans le cadre de commissions locales d’écobuage (CLE).

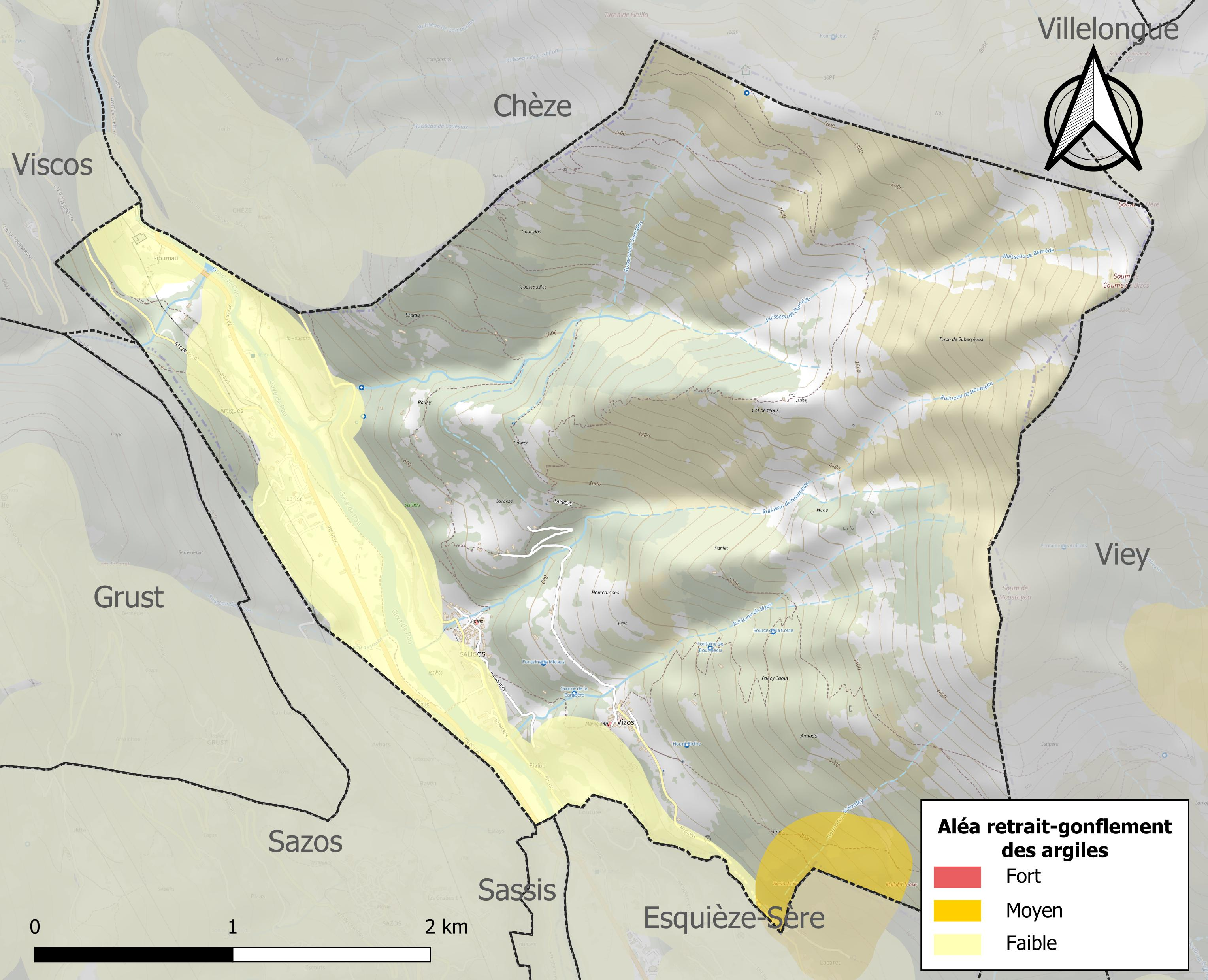
Carte des zones d'aléa retrait-gonflement des sols argileux de Saligos.

Les mouvements de terrains susceptibles de se produire sur la commune sont des mouvements de sols liés à la présence d'argile et des tassements différentiels.
Le retrait-gonflement des sols argileux est susceptible d'engendrer des dommages importants aux bâtiments en cas d’alternance de périodes de sécheresse et de pluie. 2 % de la superficie communale est en aléa moyen ou fort (44,5 % au niveau départemental et 48,5 % au niveau national). Sur les 79 bâtiments dénombrés sur la commune en 2019, 0 sont en aléa moyen ou fort, soit 0 %, à comparer aux 75 % au niveau départemental et 54 % au niveau national. Une cartographie de l'exposition du territoire national au retrait gonflement des sols argileux est disponible sur le site du BRGM,.
Par ailleurs, afin de mieux appréhender le risque d’affaissement de terrain, l'inventaire national des cavités souterraines permet de localiser celles situées sur la commune.
Concernant les mouvements de terrains, la commune a été reconnue en état de catastrophe naturelle au titre des dommages causés par des mouvements de terrain en 1999 et 2013.
La commune est exposée aux risques d'avalanche. Les habitants exposés à ce risque doivent se renseigner, en mairie, de l’existence d’un plan de prévention des risques avalanches (PPRA). Le cas échéant, identifier les mesures applicables à l'habitation, identifier, au sein de l'habitation, la pièce avec la façade la moins exposée à l’aléa pouvant faire office, au besoin, de zone de confinement et équiper cette pièce avec un kit de situation d’urgence,.

#### Risque particulier
Dans plusieurs parties du territoire national, le radon, accumulé dans certains logements ou autres locaux, peut constituer une source significative d’exposition de la population aux rayonnements ionisants. Certaines communes du département sont concernées par le risque radon à un niveau plus ou moins élevé. Selon la classification de 2018, la commune de Saligos est classée en zone 3, à savoir zone à potentiel radon significatif.

## Toponymie

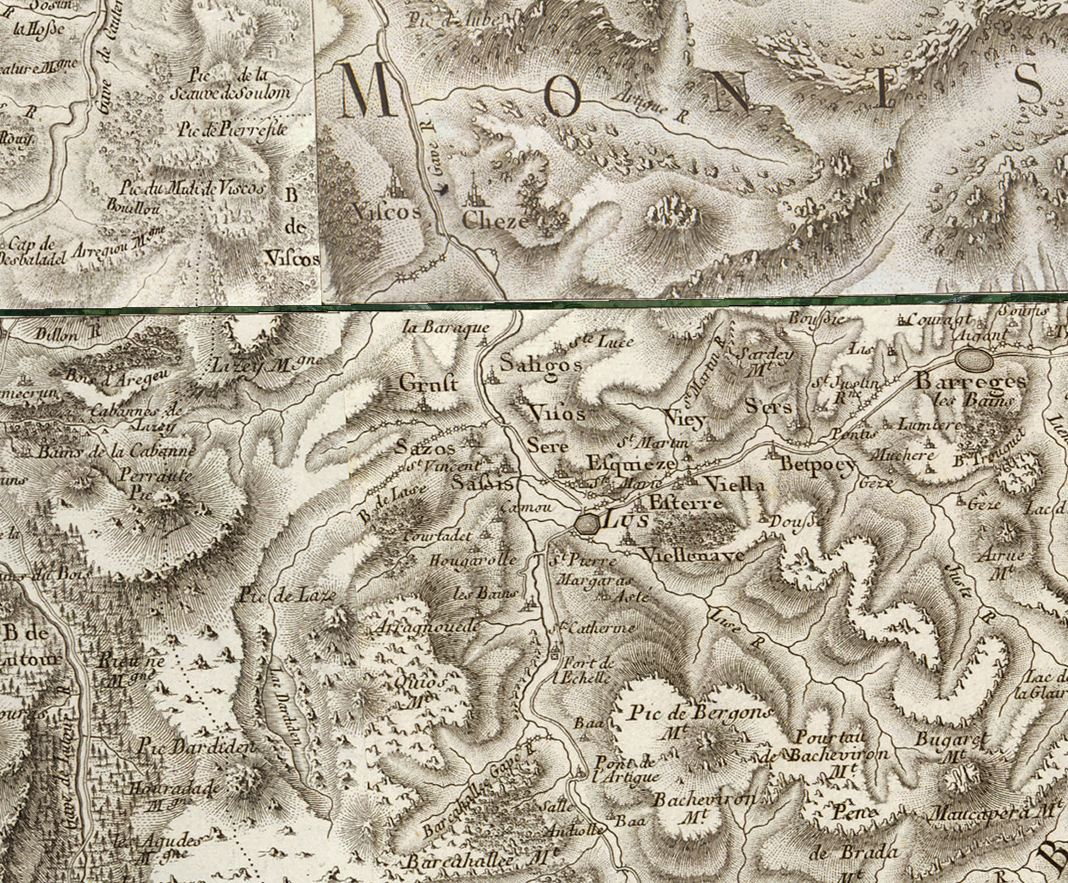
Extrait de la carte de Cassini (entre 1756 et 1789) situant Saligos au nord de Luz-Saint-Sauveur.

On trouvera les principales informations dans le Dictionnaire toponymique des communes des Hautes-Pyrénées de Michel Grosclaude et Jean-François Le Nail qui rapporte les dénominations historiques du village :

### Saligos
Dénominations historiques :
- Saligos (XIIe siècle, cartulaire de Bigorre ; 1313, Debita regi Navarre) ;
- De Saligossio, latin (1342, pouillé de Tarbes ; 1379, procuration Tarbes) ;
- Saliguos (1429, censier de Bigorre) ;
- Saligos en Barèges (1768-1779, registres paroissiaux).

Étymologie : probablement du latin salica (= saulaie) avec le suffixe aquitain ossum.

Nom occitan : Saligòs.

### Vizos
Dénominations historiques :
- Visos (1077-1078, cartulaire de Saint-Savin) ;
- De Bisos (XIIe siècle, cartulaires de Bigorre) ;
- Bizos  (1285, montre Bigorre ; 1313, Debita regi Navarre) ;
- Bizoos (1313, livre vert de Bénac) ;
- De Bisossio, latin (1342, pouillé de Tarbes) ;
- Bizos, Bisos (1429, censier de Bigorre) ;
- Visos  (1789, cahier de doléances).

Nom occitan : Visòs.

## Histoire
Le 13 novembre 1272, Raymond Garcie VII dit Maziéres, seigneur de Castelloubon, échange avec Esquivat ou Assisvat de Chabannes ; comte de Bigorre ; la vallée de Baretge et ses dix-sept villages avec toutes ses appartenances. Les contreparties de cet échange sont les terres de Préhac, Bages, Vier, Andrest et Troignan ainsi qu'une rente de vingt-trois sous morlans. Les dix-sept villages de la vallée de Barèges était alors regroupés en quatre vics, le vic du plan, le vic débat, le vic darrélaïgue et le vic de Labadsus. Saligos faisait partie du Vic du débat.
- En 1598, une avalanche détruit la moitié des habitations,
- En 1770, Jean-Joseph Expilly présente Saligos comme faisant partie du comté de Bigorre, diocèse et recette de Tarbes, parlement de Toulouse, intendance d'Auch, dans la vallée de Lavedan et avec 33 feux[43].

### Biodiversité
En 1818, le baron Philippe Picot de Lapeyrouse cite la présence de Scapo subnodo ramoso.

### Cadastre napoléonien de Saligos
Le plan cadastral napoléonien de Saligos est consultable sur le site des archives départementales des Hautes-Pyrénées.

## Politique et administration

### Liste des maires

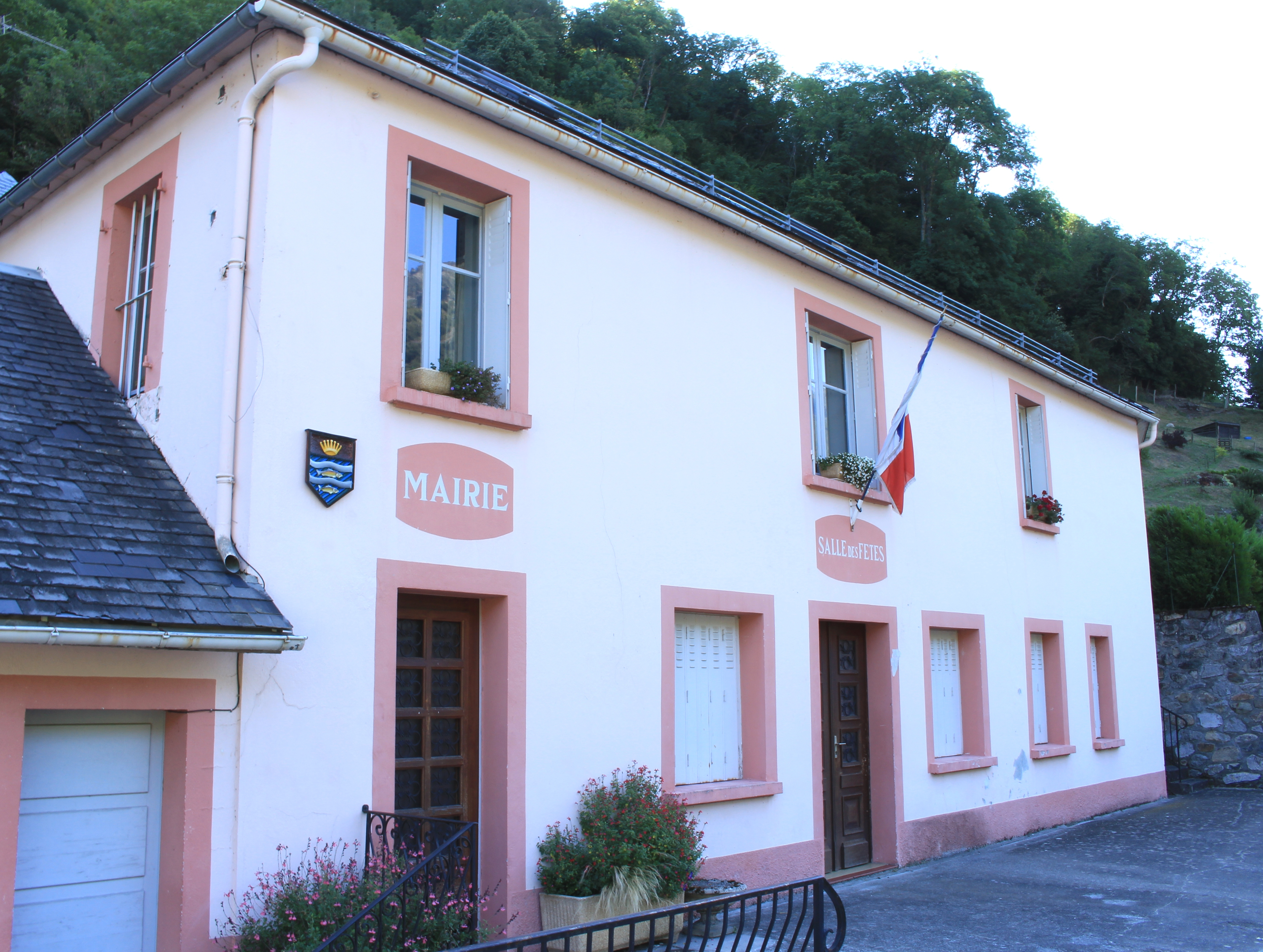
La mairie en 2016.

| Période                                  | Période   | Identité            | Étiquette | Qualité |
| ---------------------------------------- | --------- | ------------------- | --------- | ------- |
| Les données manquantes sont à compléter. |           |                     |           |         |
|                                          |           |                     |           |         |
| mars 1995                                | mars 2008 | Jean-Jacques Poulou |           |         |
| mars 2008                                | En cours  | René Nadau          |           |         |

### Rattachements administratifs et électoraux

#### Historique administratif
Pays et sénéchaussée de Bigorre, Lavedan, Vallée de Barèges, canton de Luz (depuis 1790).

#### Intercommunalité
Saligos appartient à la communauté de communes Pyrénées Vallées des Gaves créée en janvier 2017 et qui réunit 46 communes.

### Évolution démographique de la commune déléguée
L'évolution du nombre d'habitants est connue à travers les recensements de la population effectués dans la commune depuis 1793. À partir du 1er janvier 2009, les populations légales des communes sont publiées annuellement dans le cadre d'un recensement qui repose désormais sur une collecte d'information annuelle, concernant successivement tous les territoires communaux au cours d'une période de cinq ans. 
Pour les communes de moins de 10 000 habitants, une enquête de recensement portant sur toute la population est réalisée tous les cinq ans, les populations légales des années intermédiaires étant quant à elles estimées par interpolation ou extrapolation. Pour la commune, le premier recensement exhaustif entrant dans le cadre du nouveau dispositif a été réalisé en 2006,.
En 2014, la commune comptait 84 habitants, en évolution de −2,33 % par rapport à 2009 (Hautes-Pyrénées : −0,31 %, France hors Mayotte : +2,49 %).
| 1793 | 1800 | 1806 | 1821 | 1831 | 1836 | 1841 | 1846 | 1851 |
| ---- | ---- | ---- | ---- | ---- | ---- | ---- | ---- | ---- |
| 229  | 192  | 251  | 188  | 293  | 297  | 294  | 287  | 273  |

| 1856 | 1861 | 1866 | 1872 | 1876 | 1881 | 1886 | 1891 | 1896 |
| ---- | ---- | ---- | ---- | ---- | ---- | ---- | ---- | ---- |
| 245  | 232  | 250  | 238  | 229  | 220  | 222  | 198  | 200  |

| 1901 | 1906 | 1911 | 1921 | 1926 | 1931 | 1936 | 1946 | 1954 |
| ---- | ---- | ---- | ---- | ---- | ---- | ---- | ---- | ---- |
| 247  | 223  | 231  | 166  | 168  | 147  | 142  | 123  | 121  |

| 1962 | 1968 | 1975 | 1982 | 1990 | 1999 | 2006 | 2011 | 2014 |
| ---- | ---- | ---- | ---- | ---- | ---- | ---- | ---- | ---- |
| 109  | 99   | 91   | 82   | 84   | 80   | 85   | 93   | 84   |

### Évolution démographique de la commune nouvelle
L'évolution du nombre d'habitants est connue à travers les recensements de la population effectués dans la commune depuis sa création.

En 2022, la commune comptait 89 habitants, en évolution de −19,09 % par rapport à 2016 (Hautes-Pyrénées : +1,59 %, France hors Mayotte : +2,11 %).
| 2015 | 2016 | 2021 | 2022 |
| ---- | ---- | ---- | ---- |
| 114  | 110  | 93   | 89   |

### Enseignement
La commune dépend de l'académie de Toulouse. Elle ne dispose plus d'école en 2016.

## Économie

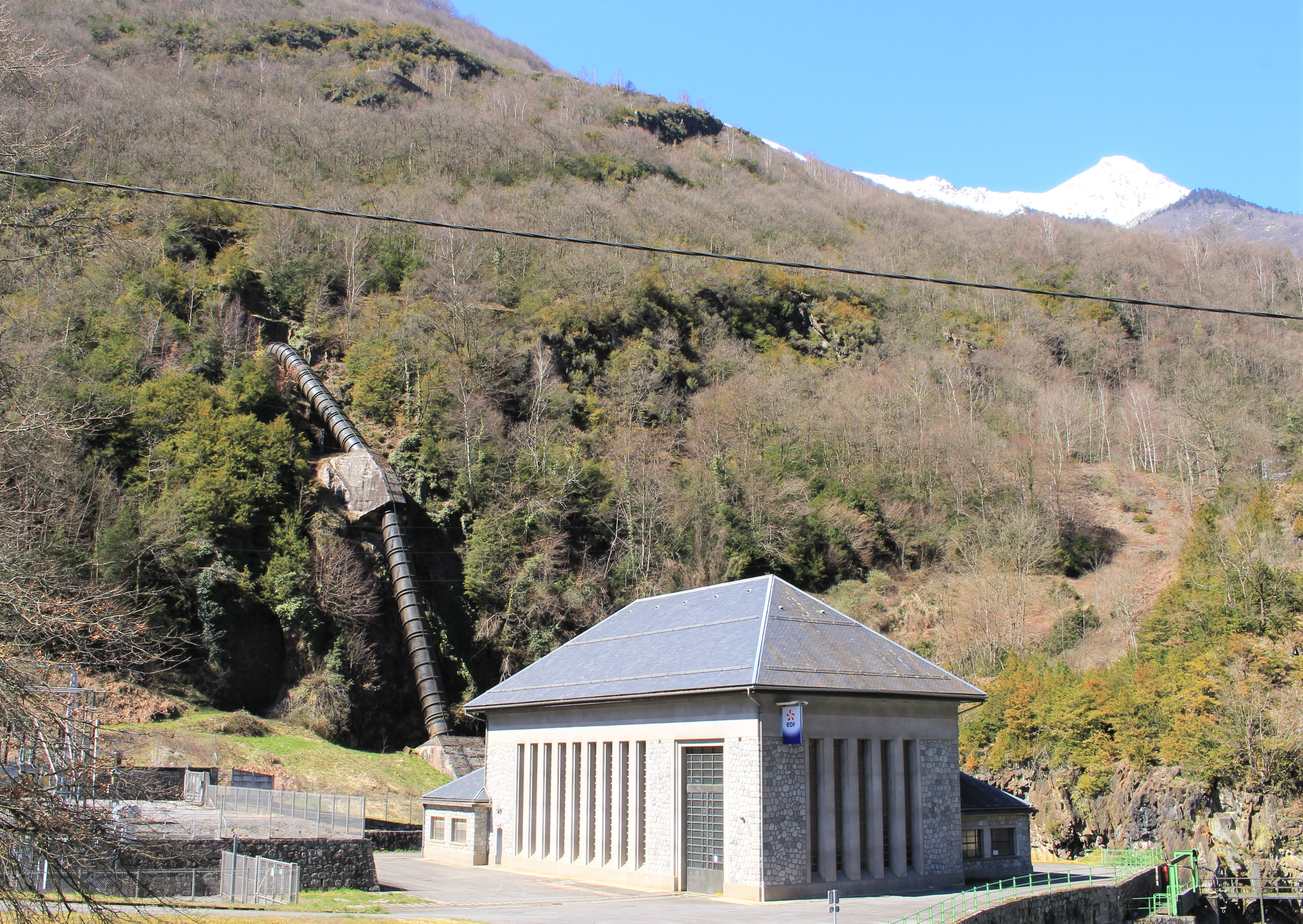
La centrale hydroélectrique du Pont de la Reine

.

## Culture locale et patrimoine

### Lieux et monuments

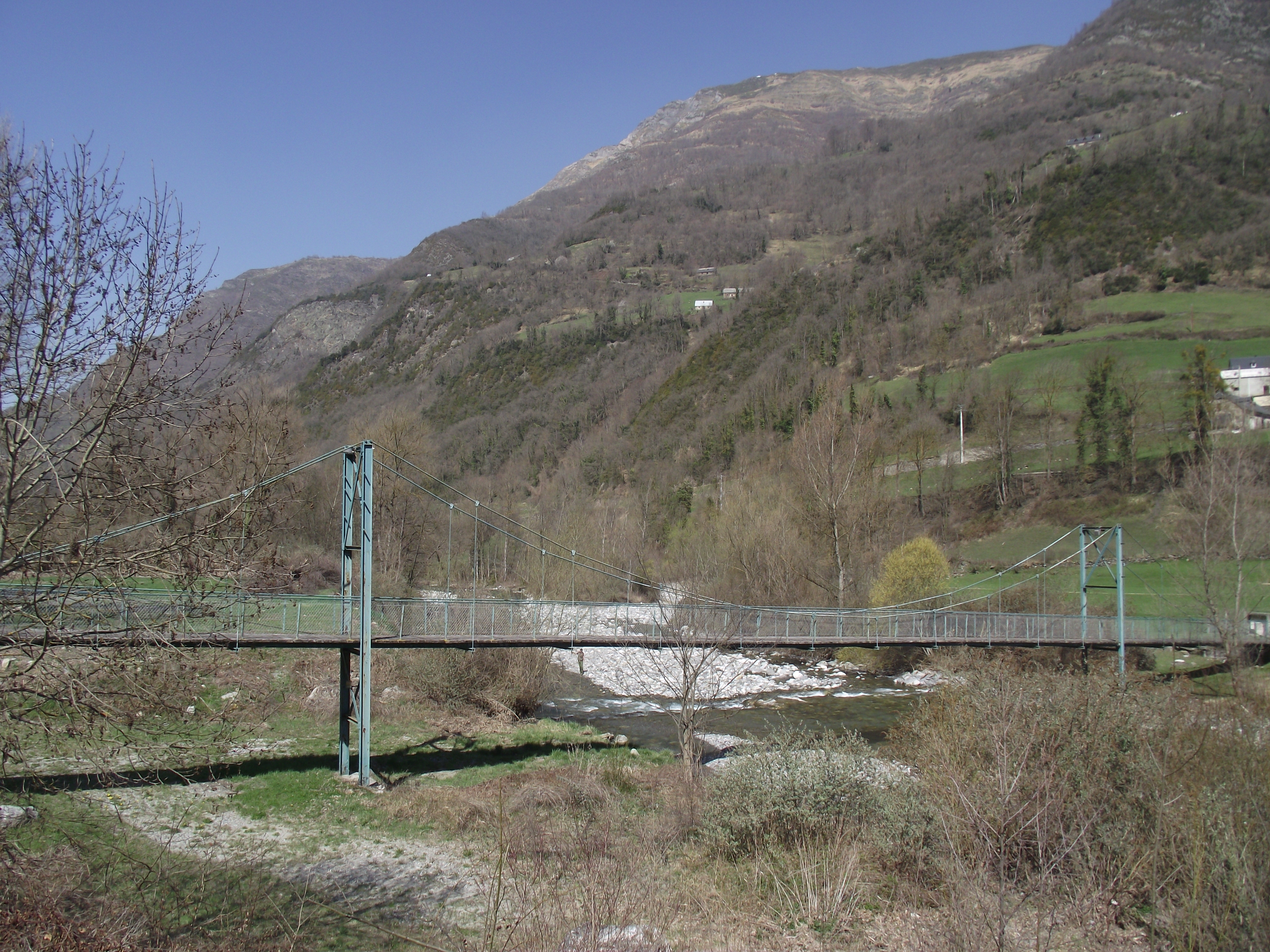
Passerelle.

- Église Saint-Pierre-et-Saint-Paul de Saligos datée du XIIe siècle avec clocher-pignon à redents, une nef avec abside en cul-de-four, agrandie en 1663, un retable du XVIIIe siècle et une pietà du XVIe siècle.
- L'église Saint-Michel de Vizos.
- Lavoir.

Sélection de vues des églises.
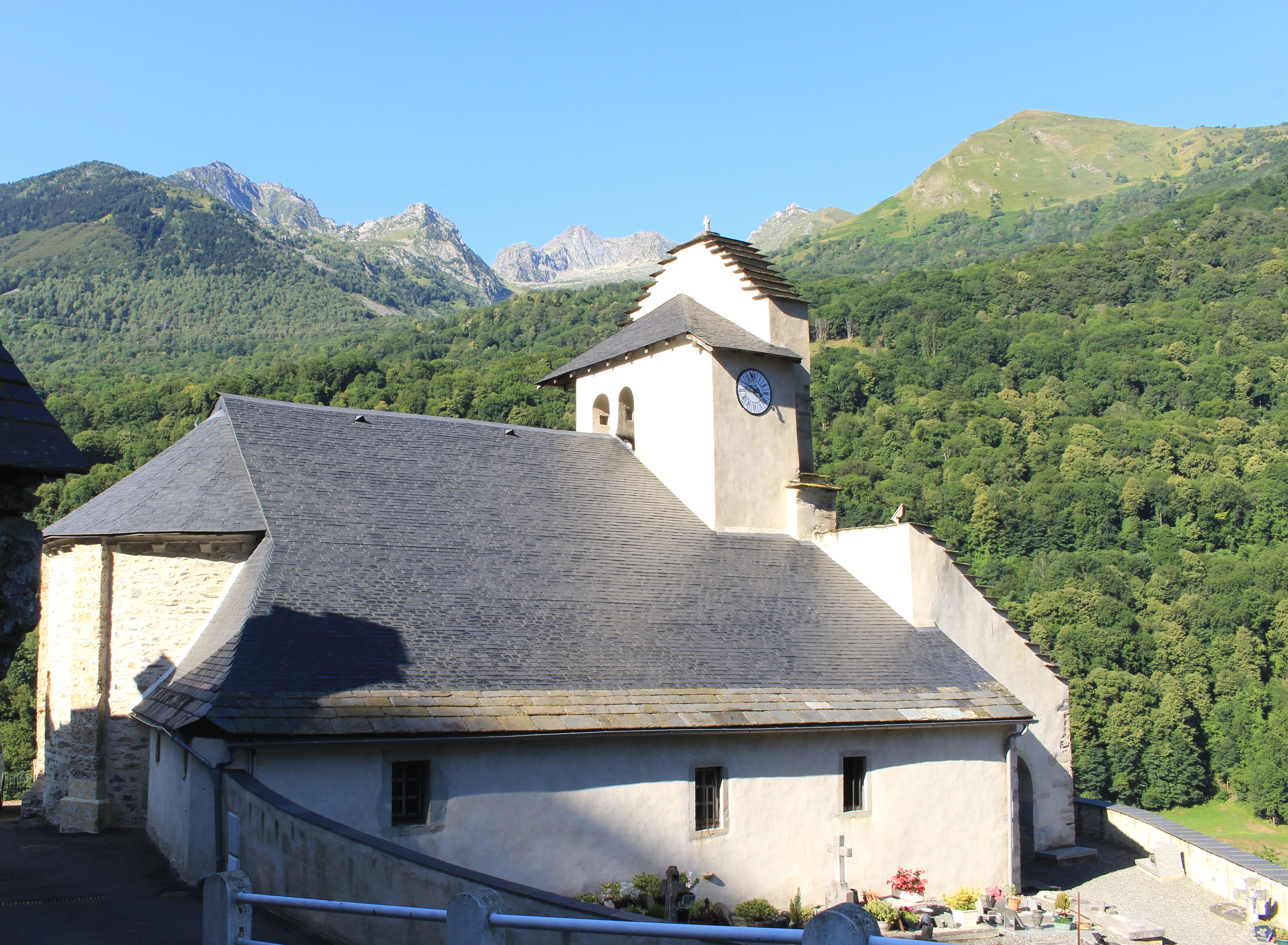
L'église Saint-Pierre-et-Saint-Paul de Saligos en 2016.
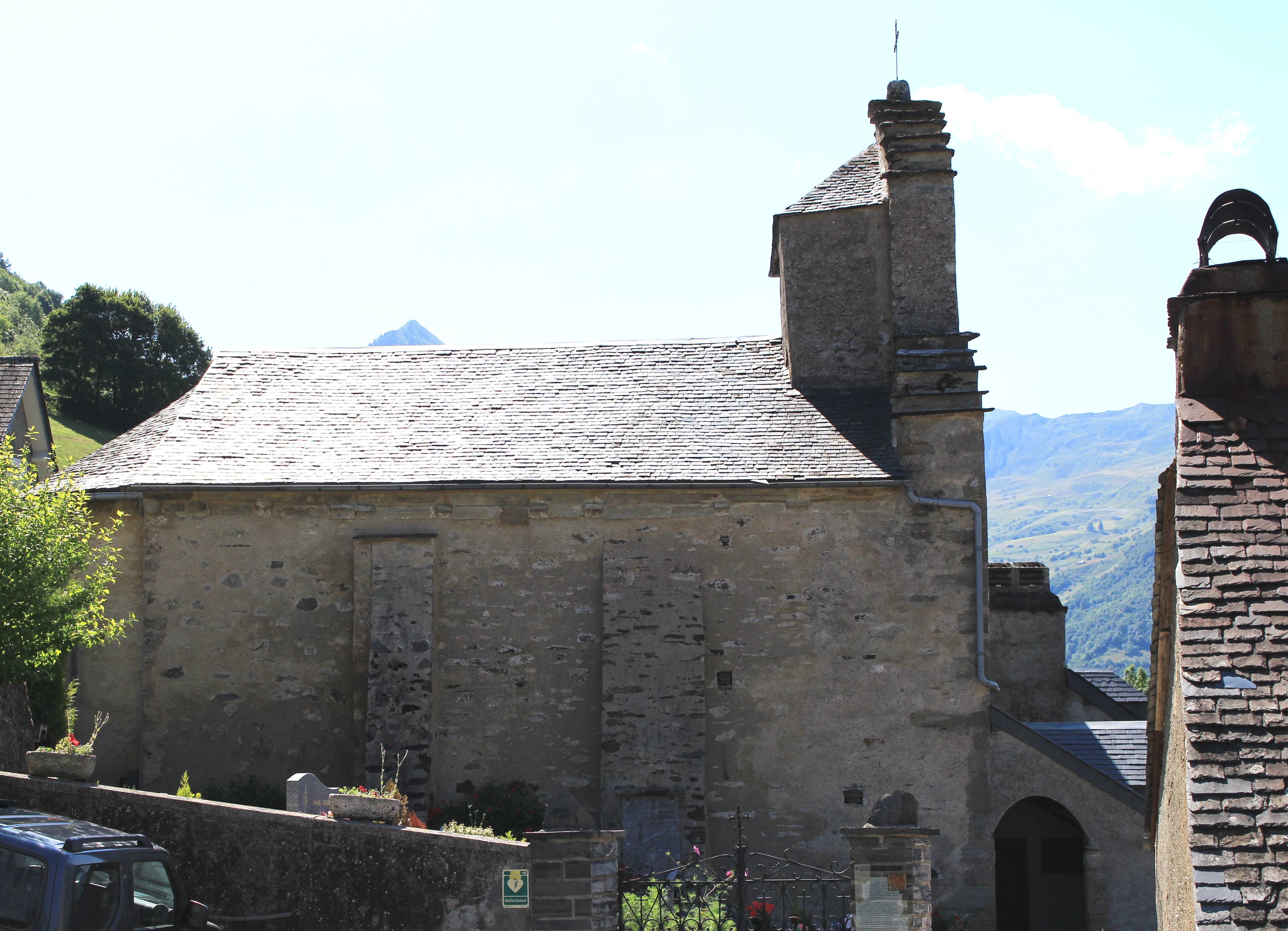
L'église Saint-Michel de Vizos en 2016.

## Voir aussi

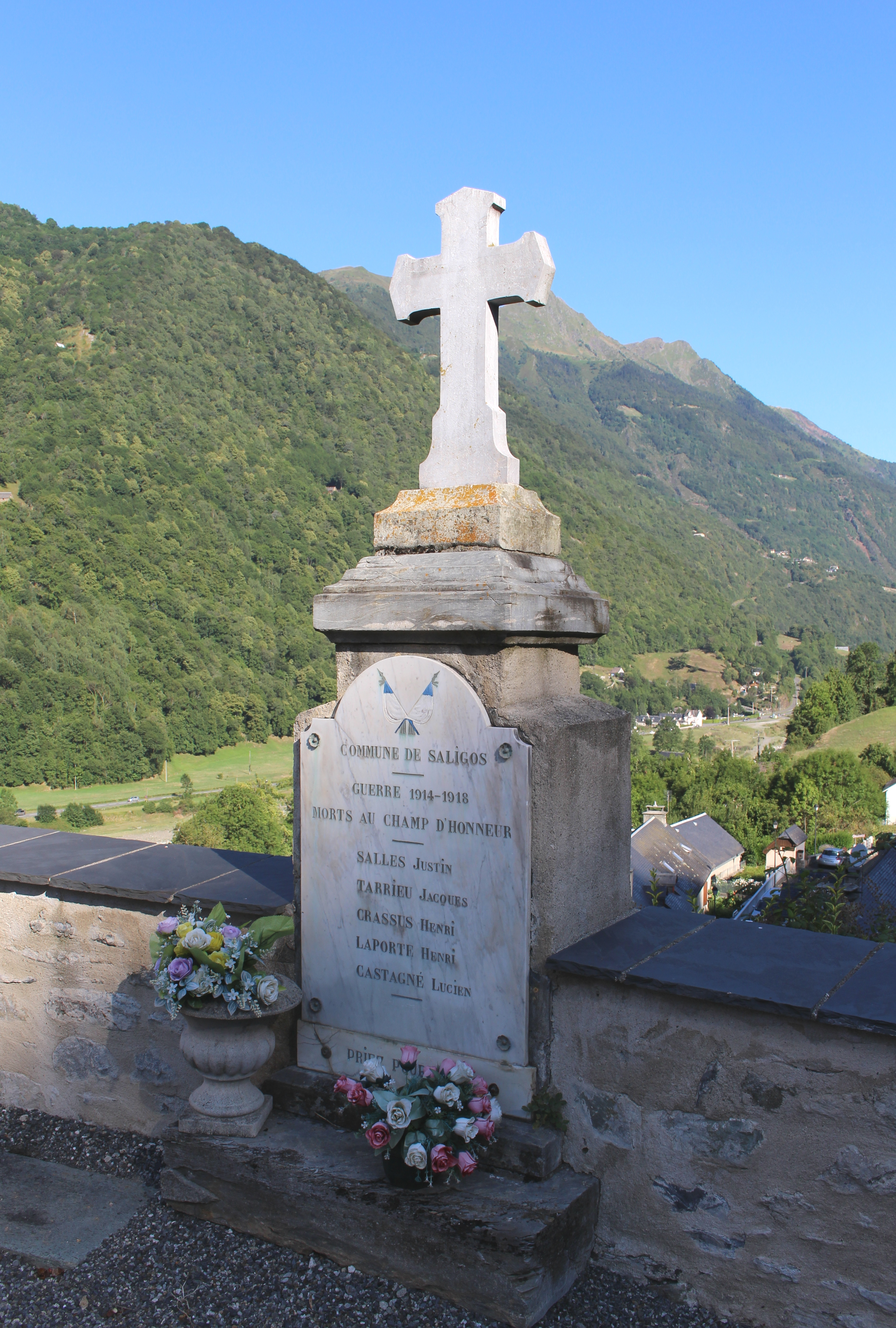
Le monument aux morts municipal.

### Héraldique

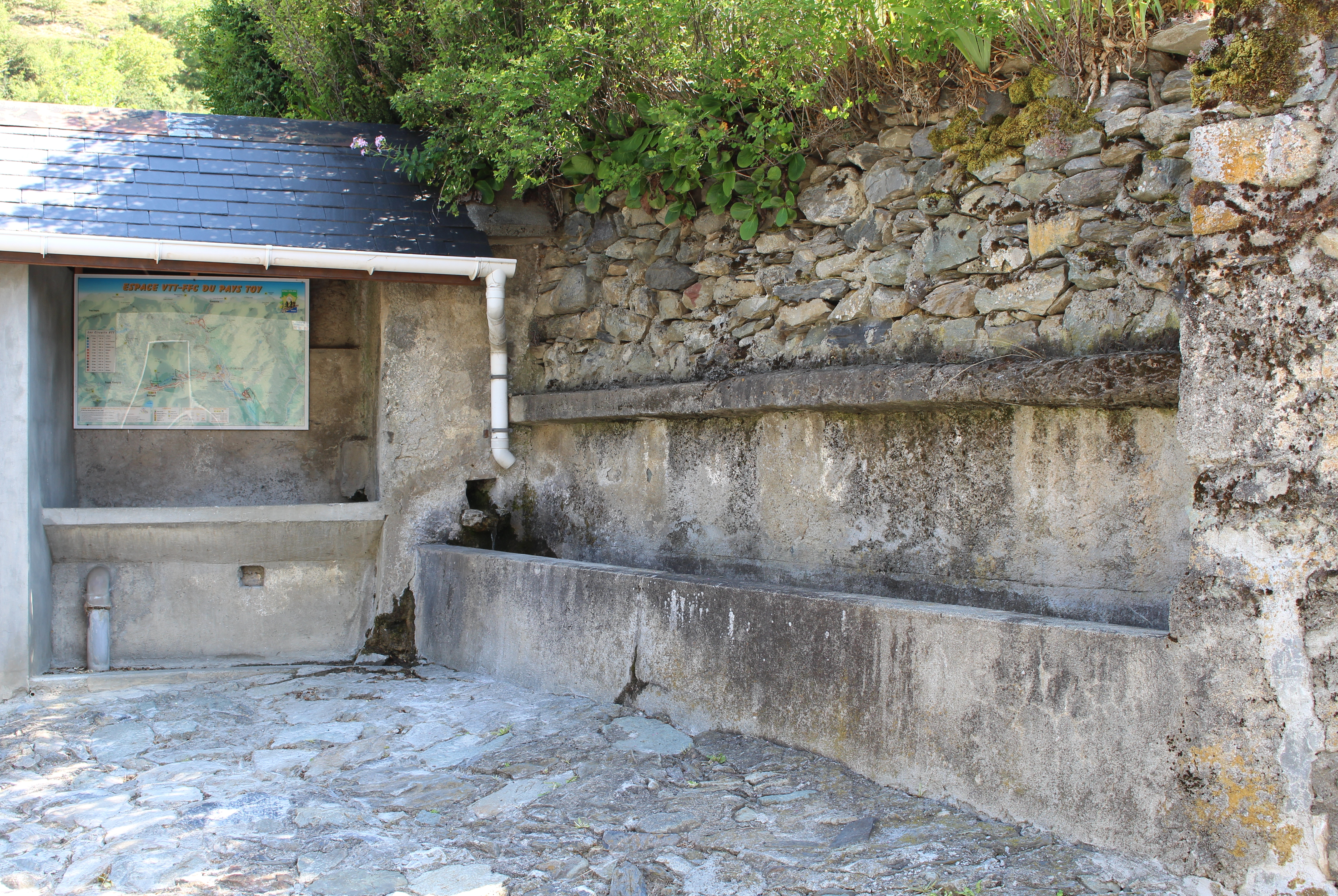
Le lavoir de Vizos en 2016.

Saligos
| Blason | Blasonnement : De sinople aux deux burèles ondées d'argent surmontées chacune d'une truite contournée du même, au chef d'or chargé d'une couronne comtale d'argent. Commentaires : ce blason est officiel (vérifié auprès de la mairie). |

Vizos
| Blason | Blasonnement : D'azur à la barre d'argent ; au chef d'or chargé de trois branches de prunelier en bande, fruitées chacune de quatre pièces, le tout au naturel. Commentaires : ce blason est officiel (vérifié auprès de la mairie). |